# Hemerobius cubanus
Hemerobius cubanus är en insektsart som beskrevs av Banks 1930. Hemerobius cubanus ingår i släktet Hemerobius och familjen florsländor. Inga underarter finns listade i Catalogue of Life.